# Папаријано (Удине)
Папаријано је насеље у Италији у округу Удине, региону Фурланија-Јулијска крајина.
Према процени из 2011. у насељу је живело 892 становника. Насеље се налази на надморској висини од 4 м.